# Theodor Haller (Politiker)
Theodor Haller (* 9. Juni 1841 in Veltheim; † 2. Februar 1887 auf Föhr) war ein Schweizer Jurist und Politiker.

## Biografie
Theodor Haller studierte an den Universitäten Basel, Heidelberg, München und Göttingen Rechtswissenschaften. In Heidelberg wurde er 1860 Mitglied des Corps Helvetia. Im gleichen Jahr schloss er das Studium ab. 1862 erwarb er das Aargauer Fürsprecherpatent. Nach einer zweijährigen Praktikantentätigkeit bei einem Brugger Fürsprecher liess er sich dort 1864 in einer eigenen Kanzlei als Anwalt nieder. Die Kanzlei führte er bis 1885. 
Auf kommunalpolitischer Ebene gehörte Theodor Haller von 1871 bis 1884 dem Brugger Gemeinderat an. Er war Mitglied der dortigen Schulpflege.
1868 wurde Haller in den Grossen Rat des Kantons Aargau gewählt und gehörte diesem ununterbrochen und mehrmals als Präsident bis in sein Todesjahr an. Er war Mitglied der aargauischen Steuer-, Staatsrechnungs- und Gotthartsubventionskommission von 1878 und engagierte sich für den Bau des Kantonsspitals Aarau.
Von 1872 bis 1878 und von 1884 bis 1887 war er demokratischer Abgeordneter des Kantons Aargau im Nationalrat.
Haller gehörte der Synode der Reformierten Landeskirche Aargau an.